# Gavin Creel

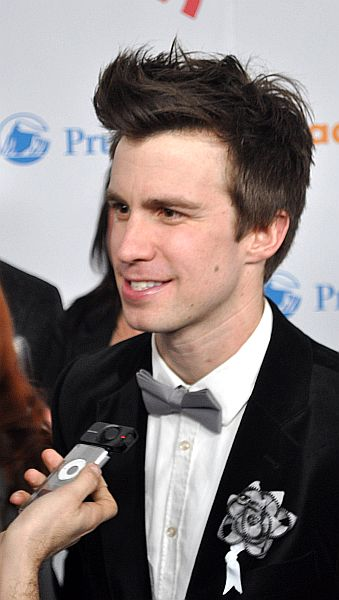
Gavin Creel (2010)

Gavin Creel (* 18. April 1976 in Findlay, Ohio; † 30. September 2024 in New York City, New York) war ein amerikanischer Schauspieler und Sänger, vor allem in Musicals. Bei den wichtigsten Musical-Preisen, den Tony Awards, war er zweimal nominiert, 2002 für sein Broadway-Debüt Thoroughly Modern Millie sowie 2009 für Hair, und wurde einmal ausgezeichnet, 2017 für Hello, Dolly!. Zudem erhielt er 2014 einen Laurence Olivier Award für seine Darstellung in Book of Mormon.

## Leben

### Herkunft und Ausbildung
Creel wurde als Sohn von James und Nancy Creel geboren und wuchs in Findlay, Ohio auf. Sein Interesse an Musicals wurde durch eine Grundschullehrerin geweckt. 1994 graduierte er von der Findlay High School. Er machte 1998 seinen Abschluss an der University of Michigan School of Music, Theatre & Dance mit einem Bachelor of Fine Arts im Musicalfach. Zuvor war er an der High School im Show-Chor. 2012 erhielt er die Ehre, die Abschlussrede an der University of Michigan zu halten. Er blieb der University of Michigan auch später verbunden, indem er dort auch lehrte und Workshops anbot. Zusammen mit Celia Keenan-Bolger startete er 2014 das Activist Artist Endowed Scholarship für die Universität Michigan zur Förderung von Aktivitäten abseits der Bühne.

### Karriere

#### Musicals und Shows
Nach seinem Abschluss 1998 wurde Creel für die US-Tour von Fame besetzt. In New York fand 2001 sein Off-Broadway-Debüt mit Bat Boy statt. Sein Broadway-Debüt mit Thoroughly Modern Millie mit Sutton Foster, das sechs Tony Awards gewann, fand 2002 statt. Creel wurde für seine Darstellung des Jimmy Smith erstmals für den Tony Award nominiert. In der, nach Ansicht von Variety aus der Zeit gefallenen, Neuinszenierung von La Cage aux Folles spielte Creel ab Ende 2004 den heterosexuellen Sohn eines homosexuellen Paares. Indem er 2006 in London in dem Musical Mary Poppins die Rolle Bert übernahm, erfolgte sein West-End-Debüt. Für die Rolle Claude im Broadway-Revival von Hair erhielt Creel seine zweite Tony-Nominierung. In Book of Mormon verkörperte er die Rolle des Elder Price 2012 in der ersten US-Tour, 2013 im West End, wofür er einen Laurence Olivier Award erhielt, 2014 in Kanada und 2015 am Broadway. Am Broadway folgten 2016 She Loves Me neben Jane Krakowski und 2017 Hello, Dolly! in der männlichen Hauptrolle Cornelius Hackl an der Seite von Bette Midler, für die er mit einem Tony Award ausgezeichnet wurde. Ab 2019 spielte er in Waitress neben dessen Schöpferin Sara Bareilles.
Im Oktober 2021 eröffnete Creel die MetLiveArts-Saison des Metropolitan Museum of Art mit einem eigenen Programm namens Walk on Through aus 16 neuen, originalen Liedern, die von der Kunst in den Museumsgallerien inspiriert sind. Das Stück handelt davon, wie man das Metropolitan Museum of Art lieben lernen kann. Als Off-Broadway-Premiere spielte Creel die Show im New Yorker MCC Theatre ab November 2023. Nach Creels Tod veröffentlichte das Met online eine vollständige Aufnahme des Konzerts 2021 im Grace Rainey Rogers Auditorium.
2022 spielte Creel die Doppelrolle Wolf/Cinderellas Prinz aus Into the Woods zunächst im Mai in einer Konzertproduktion der Reihe Encores!, die im Juni als Revival nach zwanzig Jahren zum Broadway wechselte und dabei neben Sara Bareilles auch Creel weiter übernahm. Die Produktion wurde bis zum Januar 2023 verlängert und ging anschließend bis Juli auf nationale Tour. Creels Darstellung des Wolfs wurde in der New York Times als schmierig und fehlerlos (sleazy and flawless)  gelobt. Das Ensemble von Into the Woods wurde bei den Grammy Awards 2023 für das beste Musical-Album ausgezeichnet.

#### Musik
Während seiner Zeit in London für Mary Poppins schrieb und nahm Creel Songs auf in Zusammenarbeit mit dem Komponisten Robbie Roth, aus denen sein erstes Album Goodtimenation von 2006 entstand. Diesem folgten zwei weitere Alben: Quiet und in 2012 Get Out, das von Ko-Autor Ben Collum produziert wurde. Im Dezember 2011 brachte er die mit Roth geschriebene und aufgenommene Single Noise heraus, deren Erlös vollständig an Broadway Impact ging.

#### Fernsehen
Gavin Creel war 2003 in dem Fernsehfilm Eloise at the Plaza zu sehen und trat auch in der Fortsetzung Eloise at Christmastime auf. Er spielte in den Sendungen an der Seite von Julie Andrews einen tanzenden Kellner. Ansonsten hatte er nur wenige weitere Fernsehrollen. Unter anderem spielte er 2021 in Ryan Murphys American Horror Stories in der Premieren-Doppelepisode ein Paar mit Matt Bomer.

### Engagement
2009 zu Beginn seiner Zeit bei Hair outete er sich öffentlich als schwul und gründete mit seinen Kollegen Rory O’Malley und Jenny Kanelos die Aktivistengruppe Broadway Impact, die sich für die landesweite Einführung der gleichgeschlechtlichen Ehe einsetzte. In dem Jahr war er in einer Beziehung mit Jonathan Groff. Broadway Impact arbeitete mit der American Foundation for Equal Rights und mit dem schwulen Filmemacher Dustin Lance Black, zu dessen Theaterstück 8 sie landesweit Lesungen veranstalteten. Von 2015 an war er ein Treuhänder und Spendensammler für Broadway Cares/Equity Fights AIDS.

### Tod und Gedenken
Im Juli 2024 wurde bei Creel ein maligner peripherer Nervenscheidentumor diagnostiziert, an dessen Folgen er zwei Monate später am 30. September im Alter von 48 Jahren starb. Sein Lebensgefährte war zuletzt der Sänger Alex Temple Ward, mit dem Creel in Manhattan lebte.
In Toronto wurden am 2. Oktober die Markisenlichter des Royal Alexandra Theatre gedimmt, in dem Creel Fame und The Book of Mormon gespielt hatte. In London wurde am 6. Oktober eine Kerzenlichtwache an der Actor’s Church abgehalten. Sowohl der West End als auch der Broadway kündigten zunächst nur ein partielles Dimmen der Markisenlichter an, was Gegenwind und eine Petitionskampagne zur Ausweitung auslöste. Am West End sollen es alle Theater tun, in denen Creel aufgetreten war. Die Broadway League hatte erst erklärt, dass von jedem Theaterbesitzer jeweils eines die Lichter dimmen solle; am 9. Oktober entschied das Komitee der Theaterbesitzer, dass doch alle Theater teilnehmen sollen. Eine öffentliche Gedenkveranstaltung fand am 2. Dezember im New Yorker St. James Theatre und das Lichterdimmen am 3. Dezember statt.
Bei den Drama Desk Awards 2025 wurde Creel posthum mit dem Lebenswerkpreis für herausragenden Beitrag zum New Yorker Theater ausgezeichnet.

## Musicalauftritte (Auswahl)
- 1998–1999: Fame (Nordamerika-Tour)
- 2001: Bat Boy (Off-Broadway)
- 2002–2003: Thoroughly Modern Millie (Broadway) A
- 2004–2005: La Cage aux Folles (Broadway)
- 2006: Mary Poppins (West End)
- 2009–2010: Hair (Broadway und West End) A
- 2012: Flashdance (National-Tour) A
- 2012–2015: The Book of Mormon (National-Tour, West End, Kanada-Tour und Broadway)
- 2016: She Loves Me (Broadway) A
- 2017–2018: Hello, Dolly! (Broadway) A
- 2019–2020: Waitress (Broadway und West End)
- 2022–2023: Into the Woods (Encores!-Konzert, Broadway und National Tour) A
- 2023: Walk on Through: Confessions of a Museum Novice (auch Autor und Songschreiber; Off-Broadway)

## Filmografie
- 2003: Eloise im Plaza-Hotel (Fernsehfilm, Eloise at the Plaza)
- 2003: Eloise – Weihnachten im Plaza-Hotel (Fernsehfilm, Eloise at Christmastime)
- 2016: She Loves Me (Musical-Liveausstrahlung)
- 2016: The Ceiling Fan (Kurzfilm, Producer)
- 2019: Rapunzel – Die Serie (Animationsserie, Rapunzel’s Tangled Adventure, Synchronstimme, 4 Episoden)
- 2021: American Horror Stories (Fernsehserie, 2 Episoden)
- 2021: Central Park (Animationsserie, Synchronstimme, 1 Episode)

## Diskografie
Alben
- 2006: Goodtimenation
- 2010: Quiet
- 2012: Get Out

Singles
- 2011: Noise (Equality Now)
- 2012: Whitney Houston

## Auszeichnungen und Nominierungen (Auswahl)
- 2002: Tony Award als Bester Hauptdarsteller in einem Musical in Thoroughly Modern Millie – Nominierung
- 2009: Tony Award als Bester Hauptdarsteller in Hair – Nominierung
- 2014: Laurence Olivier Award als Bester Hauptdarsteller in einem Musical in The Book of Mormon – Auszeichnung
- 2014: WhatsOnStage Award als Bester Hauptdarsteller in einem Musical in The Book of Mormon – Auszeichnung
- 2017: Tony Award als Bester Nebendarsteller in einem Musical in Hello, Dolly! – Auszeichnung
- 2017: Drama Desk Award als Bester Nebendarsteller in einem Musical in Hello, Dolly! – Auszeichnung
- 2023: Elliot Norton Awards als Bester Besuchender Darsteller in einem Musical in Into the Woods – Auszeichnung
- 2025: Drama Desk Award – postume Auszeichnung mit dem Harold S. Prince Award fürs Lebenswerk